# Acontia porphyrea
Acontia porphyrea là một loài bướm đêm trong họ Noctuidae.